# Jugoslávská mužská basketbalová reprezentace
Jugoslávská mužská basketbalová reprezentace reprezentuje Jugoslávii v mezinárodních soutěžích v basketbalu.

## Mistrovství světa
| Rok/pořádající země | Účast                            |
| ------------------- | -------------------------------- |
| MS 1950 Argentina   | 10. místo                        |
| MS 1954 Brazílie    | 11. místo                        |
| MS 1959 Chile       | Ne                               |
| MS 1963 Brazílie    | Stříbrná medaile                 |
| MS 1967 Uruguay     | Stříbrná medaile                 |
| MS 1970 Jugoslávie  | Zlatá medaile                    |
| MS 1974 Portoriko   | Stříbrná medaile                 |
| MS 1978 Filipíny    | Zlatá medaile                    |
| MS 1982 Kolumbie    | Bronzová medaile                 |
| MS 1986 Španělsko   | Bronzová medaile                 |
| MS 1990 Argentina   | Zlatá medaile                    |
| MS 1994 Kanada      | Ne                               |
| MS 1998 Řecko       | Zlatá medaile                    |
| MS 2002 USA         | Zlatá medaile                    |
| Celkem              | Účast – 12× · – 5× · – 3× · – 2× |

## Mistrovství Evropy
| Rok/pořádající země | Účast                            |
| ------------------- | -------------------------------- |
| ME 1935 Švýcarsko   | Ne                               |
| ME 1937 Lotyšsko    | Ne                               |
| ME 1939 Litva       | Ne                               |
| ME 1946 Švýcarsko   | Ne                               |
| ME 1947 ČSR         | 13. místo                        |
| ME 1949 Egypt       | Ne                               |
| ME 1951 Francie     | Ne                               |
| ME 1953 SSSR        | 6. místo                         |
| ME 1955 Maďarsko    | 8. místo                         |
| ME 1957 Bulharsko   | 6. místo                         |
| ME 1959 Turecko     | 9. místo                         |
| ME 1961 Jugoslávie  | Stříbrná medaile                 |
| ME 1963 Polsko      | Bronzová medaile                 |
| ME 1965 SSSR        | Stříbrná medaile                 |
| ME 1967 Finsko      | 9. místo                         |
| ME 1969 Itálie      | Stříbrná medaile                 |
| ME 1971 Německo     | Stříbrná medaile                 |
| ME 1973 Španělsko   | Zlatá medaile                    |
| ME 1975 Jugoslávie  | Zlatá medaile                    |
| ME 1977 Belgie      | Zlatá medaile                    |
| ME 1979 Itálie      | Bronzová medaile                 |
| ME 1981 ČSSR        | Stříbrná medaile                 |
| ME 1983 Francie     | 7. místo                         |
| ME 1985 Německo     | 7. místo                         |
| ME 1987 Řecko       | Bronzová medaile                 |
| ME 1989 Jugoslávie  | Zlatá medaile                    |
| ME 1991 Itálie      | Zlatá medaile                    |
| ME 1993 Německo     | Ne                               |
| ME 1995 Řecko       | Zlatá medaile                    |
| ME 1997 Španělsko   | Zlatá medaile                    |
| ME 1999 Francie     | Bronzová medaile                 |
| ME 2001 Turecko     | Zlatá medaile                    |
| Celkem              | Účast – 25× · – 8× · – 5× · – 4× |

## Olympijské hry
| Rok/pořádající země | Účast                           |
| ------------------- | ------------------------------- |
| Berlín 1936         | Ne                              |
| Londýn 1948         | Ne                              |
| Helsinky 1952       | Ne                              |
| Melbourne 1956      | Ne                              |
| Řím 1960            | 6. místo                        |
| Tokio 1964          | 7. místo                        |
| Mexiko 1968         | Stříbrná medaile                |
| Mnichov 1972        | 5. místo                        |
| Montreal 1976       | Stříbrná medaile                |
| Moskva 1980         | Zlatá medaile                   |
| Los Angeles 1984    | Bronzová medaile                |
| Soul 1988           | Stříbrná medaile                |
| Barcelona 1992      | Ne                              |
| Atlanta 1996        | Stříbrná medaile                |
| Sydney 2000         | Ne                              |
| Celkem              | Účast – 9× · – 1× · – 4× · – 1× |